# 朴赞淑
朴赞淑（韓語：박찬숙，1959年6月3日—），韩国女子篮球运动员。她曾代表韩国国家队参加1984年和1988年夏季奥林匹克运动会篮球比赛，其中1984年奥运会获得一枚银牌。